# 離合詩
離合詩為文字型態的一種短詩類型，由單一字或多字或字母，以邏輯的方式來組成詩文的某部分。

## 文言文
在漢詩中，離合詩屬於雜體詩的一種，詩文行文原則通常為字相拆成文。離合詩後來也應用於燈謎等謎語。
例如：「魯」為字解之離合詩詩文為漁父屈節，水潛匿方，與時進止，出寺施張。

### 離合藏頭詩
另外，中文尚有離合藏頭詩的另外形式離合詩。離合藏頭詩或稱借字聯邊，亦為中國古文雜體詩的一種；相傳創始於中國盛唐知名詩人白居易。該中文詩文文體，除原本平仄對仗押韻外，最主要的特點是取句尾末字的字體一部份來做為下句詩文的字首，而整詩的最後一個字的字體部份，亦做為該詩之字首。

#### 釋例
現有文獻中，首見及最常見的離合藏頭詩為白居易所著作之《遊紫霄宮》。
- 水洗塵埃道未
- 甘於名利兩相忘
- 心懷六洞丹霞客
- 口誦三清紫府章
- 十里採蓮歌達旦
- 一輪明月桂飄香
- 日高公子還相覓
- 見得山中好酒漿

其中，首句首字「水」，來自該詩詩末最尾字漿之「水」部首，首句末字「甞」字體之「甘」拆字部分，亦成為第二句句首；餘亦類推之。「甘」乃「甞」之拆字部分無出處

## 日文
今日文仍有離合詩流傳，同樣以詩文呈現為主體的日文離合詩，由於日語為多音節語言，日文離合詩是依每行首個假名排序組成有意義的詞句。

## 韓文
韓文離合詩多以名字裡的每個諺文作詩/造句。

## 歐美
離合詩（英語：acrostic）於古希臘就被發明，發明者為女預言家埃利色雷。歷經中世紀拉丁作家、僧侶與文藝復興時期的進展，離合詩演繹成多種樣式。現今仍流行於歐美的字謎（Word puzzle），就是離合詩的一種。
歐美離合詩的主要原則為每行詩詩首、詩中或詩尾的字母依次排列而組成詩詞，其中如依字首、字母來排序的字母離合詩就是一種相當常見的離合詩。

### 釋例
例如：以英文整年十二月份縮寫為解的離合詩詩文：
-{
JANet was quite ill one day.
FEBrile trouble came her way.
MARtyr-like, she lay in bed;
APRoned nurses softly sped.
MAYbe, said the leech judicial
JUNket would be beneficial.
JULeps, too, though freely tried,
AUGust ill, for Janet died.
SEPulchre was sadly made.
OCTaves pealed and prayers were said.
NOVices with ma'y a tear
DECorated Janet's bier.
}-

## 外部連結
- 藏頭詩產生器